# 志喜屋文
志喜屋 文（しきや あや、1971年12月27日 - ）は、日本の元子役、元ジュニアアイドル、女優。

## 来歴
- 1970年代後半から80年代にかけ、子役として多数のドラマや映画に出演していた。
- 1983年に放映された朝の連続テレビドラマ『おしん』では、八代加代（おしんの2度目の奉公先である酒田の米問屋・加賀屋の長女）役としておしん役の小林綾子と共演を果たす。1984年3月に同作品のアニメ映画版が公開された際、本人も小林と並んで声優として出演し、引き続き加代の声を担当した。
- 1990年代からは時代劇を中心に出演を重ね、1993年4月から約2年間に亘ってNHK教育『はてなでスタート』でリポーターのお姉さん役を務めた。
- 1995年4月以降は活動が途絶えており、同時期に芸能界を引退したとみられるが、その後の消息は不明。

## 人物
- 血液型はRhマイナスのA型[1]。
- 身長153cm、 体重42kg、スリーサイズは（B80、W58、H85）[1][注 1]。
- 1982年時点での所属事務所はクリエート企画であった[2]。
- 1982年時点では東京都荒川区在住であった[2]。
- 子役時代、憧れていた女優は大竹しのぶ[2]。
- 姉(薫)と妹(日美)も本人の影響を受けて芸能界入りを果たしている。[2]
- 小学校時代、仕事が忙しい時でも学業成績では滅多に4以下を取らなかった。[2]
- 1989年当時の趣味は音楽鑑賞であり、特にSAS、 米米CLUB、 松田聖子が好き[1]。

## 出演作品

### テレビドラマ
【出典】
- ここは下町（TBS、1977年9月25日）
- 図太い奴・危険な賭け（ANB、1978年2月18日）
- 冬の陽（TBS、1978年2月19日）
- 江戸の渦潮（フジテレビ、1978年 (詳細話数、日時は不明)）
- コメットさん 第2期 第12話（TBS、1978年8月28日）
- ゆうひが丘の総理大臣（NTV、1978年10月11日 - 1979年10月10日）
- 花々と星々と 第1話・第2話（NHK総合、1978年12月3日・10日）
- 鳥獣の寺（NHK、1979年4月30日 - 5月11日）
- なっちゃんの写真館（NHK総合、1980年4月7日 - 10月4日）- 西城夏子（幼少期）役
- おんな太閤記（NHK、1981年1月11日 - 12月20日）- 茶々 役
- 同心暁蘭之介（CX、1981年10月8日 - 1982年9月16日）
- タクシー・サンバ 第3話（NHK、1981年10月31日）
- 笑顔泣き顔ふくれ顔（CX、1982年4月12日 - 7月26日）
- ビゴーを知っていますか（NHK、1982年10月9日）
- おしん（NHK総合、1983年4月4日 - 1984年3月31日）- 八代加代（幼少期）役
- どっきり天馬先生11（CX、1983年8月29日）
- 乙女学園男子部（CX、1983年11月14日）
- どっきり双子先生（CX、1984年3月5日）
- 富士山麓（NHK、1985年2月9日 - 3月16日）
- 透明少女（CX、1986年3月10日）
- お箸とスプーン（NHK、1986年4月11日 - 7月18日）
- パンツの穴（CX、1987年1月12日）
- 女たちの遺産戦争（ANB、1987年7月30日 - 8月6日）
- ときめき宣言（NHK、1989年2月4日 - 2月18日）
- 名奉行・遠山の金さん 第3シリーズ 第7話（ANB、1990年9月20日）- おその 役
- 将軍家光忍び旅 第1シリーズ 第13話（ANB、1991年1月5日）- みほ 役
- 暴れん坊将軍Ⅳ 第39話（ANB、1992年）- お糸 役
- 腕におぼえあり３ 第2話（NHK、1993年1月15日）- およね 役
- はやぶさ新八御用帳 第3話（NHK、1993年9月17日）

### 映画
【出典】
- せんせい（監督 : 大澤豊、1983年8月24日公開）
- ボクのおやじとボク（にっかつ児童映画、1983年公開）
- おしん（制作 : サンリオ映画、1984年3月17日公開）- 加代 役　※声の出演
- 桜の樹の下で（監督 : 鷹森立一、1989年5月13日公開）- 由紀 役

### その他テレビ番組
- はてなでスタート（NHK Eテレ、1993年4月 - 1995年3月）- リポーターのお姉さん 役

### 雑誌
- ぺぴ 創刊2号（ランド出版、1983年5月15日発売）
- 大海賊（英知出版、1989年3月号）